# سوديرمان (لاعب كرة قدم مواليد 1983)
سوديرمان هو لاعب كرة قدم إندونيسي في مركز الهجوم، ولد في 5 مايو 1983 في إندونيسيا. لعب مع Persepam Madura Utama ‏.

## وصلات خارجية
- سوديرمان (لاعب كرة قدم مواليد 1983) على موقع قاعدة بيانات كرة القدم.إي يو (الإنجليزية)
- سوديرمان (لاعب كرة قدم مواليد 1983) على موقع Soccerway.com (الإنجليزية)